# Weiterswiese
Weiterswiese ist ein nicht mehr existierender Teil der früheren Gemeinde Carlsfeld, die seit 1997 ein Ortsteil der erzgebirgischen Stadt Eibenstock ist.

## Geographische Lage

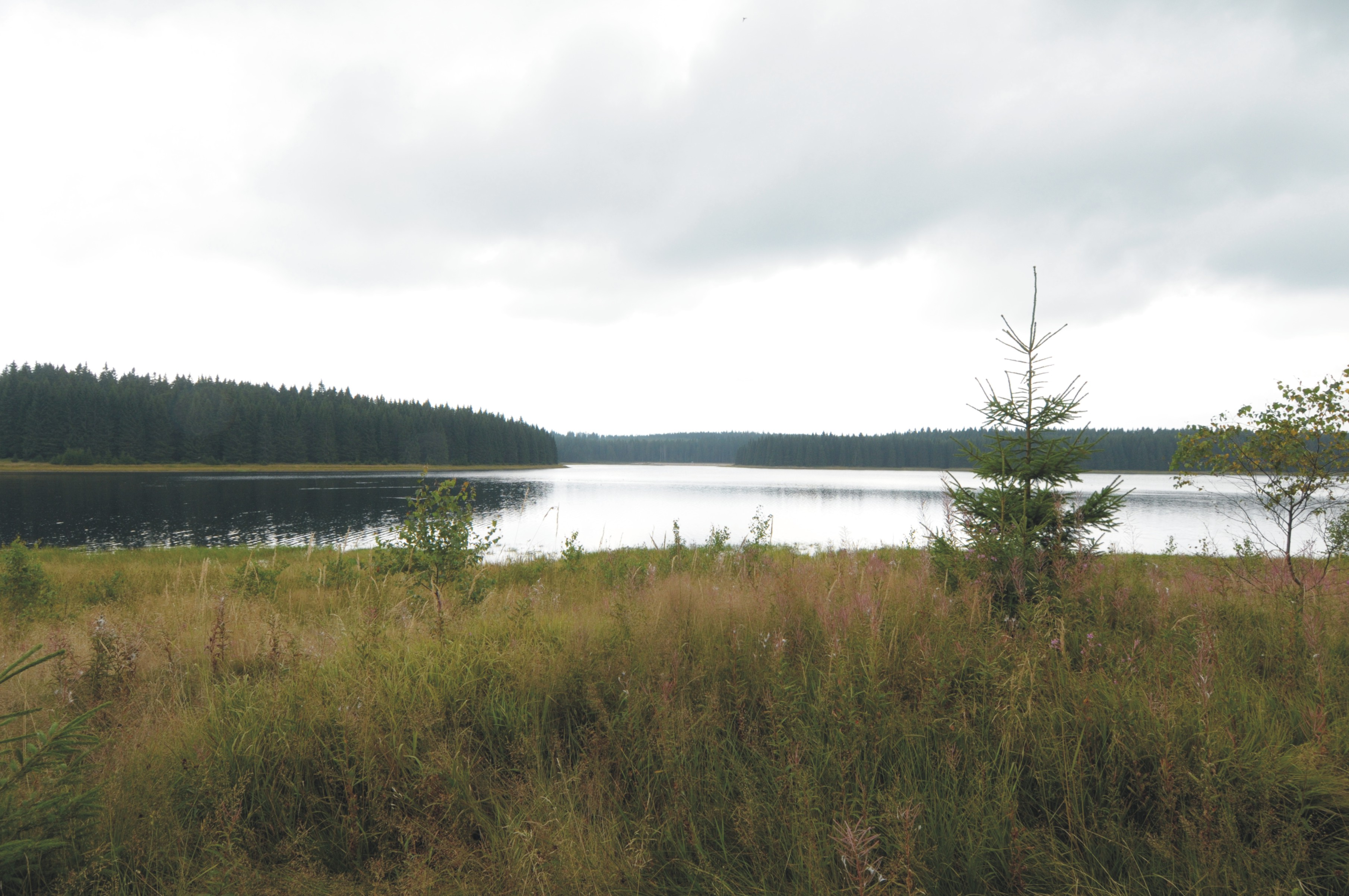
Blick in den südlichen Zipfel der ehemaligen Weiterswiese, heute Talsperre Carlsfeld, wo die Wilzsch zufließt

Die Streusiedlung Weiterswiese lag im heutigen Staugebiet der nach ihr benannten Talsperre Weiterswiese im Tal der Wilzsch. In der Nähe befindet sich das Naturschutzgebiet Großer Kranichsee an der deutsch-tschechischen Grenze sowie das Naturschutzgebiet Hochmoor Weitersglashütte.
Die Gebäude der ehemaligen Häusergruppe Weiterswiese verteilten sich auf einer T-förmigen Waldlichtung mit kleinen Wasserläufen und moorigen Wiesen. Deren Areal war ringsherum von Hochwaldbeständen des früheren Staatsforstreviers Carlsfeld eingeschlossen, aus denen nur im Norden mit dem Otterberg (916,5 m) und im Süden mit der Stangenhöhe (963,5 m) einzelne Erhebungen aus der ansonsten plateauartigen Landschaft heraustreten. Mehrere Waldschneisen liefen aus den umliegenden Forstabteilungen auf Weiterswiese zu.
Im Zentrum der Ortslage befand sich ein Wirtshaus. An einem nach Süden gerichteten Weg und am Rand des Waldes stand ein als Steigerhaus bezeichnetes Gebäude. Der Ortsmittelpunkt, ungefähr beim Wirtshaus, lag auf einer Höhe von 889,5 Metern. Dort flossen der Wilzsch zwei Bäche jeweils aus Westen und Osten zu. Von dem östlichen Bach zweigte unweit seiner Einmündung ein Mühlgraben ab, der in noch vorhandenen Teilabschnitten am Talgehänge des Glashüttenbaches entlang führt und in Wildenthal endet. Im südlichen Abschnitt von Weiterswiese wendete sich die Wilzsch mit einer Krümmung nach Westen ihrem etwa 2000 Meter entfernten Quellgebiet im Wilzschmoor (Große Säure) zu. In dieser Krümmung und unweit des Torfgebietes am Steigerhaus mündete der Reitsteigbach mit mehreren seitlichen Wassergräben und einem Zulauf aus dem Hochmoor Großer Kranichsee. Neben den Torfablagerungen gibt es hier tonige und schluffige Sedimente. Natürliche Geröllwehre in den Böden haben die Bildung der Hochmoore begleitet.

## Geschichte
Die Weiter Wiese gehörte ursprünglich als sogenannter Raum, also als freie Fläche im Wald, zur Glashütte am Fletschmaul, die Weiterhütte (später Weitersglashütte genannt). Auf der „Weiten Wiese“ bei Carlsfeld entstanden sieben, zuletzt acht Häuser der Streusiedlung Weiterswiese. Nach einem verheerenden Hochwasser der Wilzsch in Carlsfeld im Jahre 1908 entschloss man sich zum Bau einer Talsperre zum Hochwasserschutz und zur Trinkwassergewinnung.
Die Einwohner der kleinen Siedlung wurden bei Baubeginn der Talsperre Weiterswiese (1927–1929) umgesiedelt, da sich der Standort der acht Wohnhäuser im Flutungsgebiet der Talsperre befand. Die Grundmauern der Gebäude sind bis heute auf dem Grund der Talsperre existent.

## Nutzung
Im westlichen und östlichen Teil der Waldlichtung sowie in ihrem südlichen Zipfel gab es Torfstiche. Der Torf wurde u. a. als Brennmaterial in der Glashütte von Carlsfeld verwendet. In der Nähe vom Steigerhaus erreichte der Torf eine Mächtigkeit von 5 Metern.

## Verkehrswege
Weiterswiese war von Carlsfeld aus über eine Landstraße zu erreichen, die südlich der Häusergruppe als Sachsenberger Weg ihre Fortsetzung findet. Dieser Weg führte am Gebiet des Großen Kranichsee vorbei und wendet sich als Schwerdtweg in westlicher Richtung zur Siedlung Aschberg in Klingenthal. In Weiterswiese zweigte von der Durchgangsstraße der Kammweg nach Nordosten ab und verband die Häusergruppe mit Weitersglashütte an der Frühbusser Straße.